# Comuna Serhiivka, Prîlukî
Serhiivka (în ucraineană Сергіївка) este o comună în raionul Prîlukî, regiunea Cernihiv, Ucraina, formată din satele Serhiivka (reședința) și Suholiskî.

## Demografie
Componența lingvistică a comunei Serhiivka
     Ucraineană (97,4%)
     Rusă (2,49%)
Conform recensământului din 2001, majoritatea populației comunei Serhiivka era vorbitoare de ucraineană (97,4%), existând în minoritate și vorbitori de rusă (2,49%).